# Волокитин, Валерий Николаевич
Валерий Николаевич Волокитин (р. 1 декабря 1939, с. Чуевка, Воронежская область) — журналист, краевед, член Союза журналистов СССР (1962).

## Биография
Родился в семье коренных жителей села. Предки обосновались в селе ещё в конце XVIII века.
Детство его прошло в тяжёлое послевоенное время. Отец погиб на фронте, и матери приходилось самостоятельно воспитывать сына и вести хозяйство.

### Образование
В 1957 году окончил Чуевскую среднюю школу.
В 1965 — редакторский факультет Московского полиграфического института по специальности «редактор массовой литературы (журналист)».

### Карьера
1957−1960 — литсотрудник газеты «Красное знамя» (Хворостянский район).
1960—2002 — литсотрудник, заведующий сельскохозяйственного отдела, заместитель главного редактора районной газеты «Добринские вести».
В 2023 году В.Н. Волокитин отмечен нагрудным знаком "Легенда журналистики Липецкой области".

## Творчество
В 10 классе был редактором школьной сатирической газеты «Перец», сочинял стихи, публиковал едкие текстовые карикатуры на своих одноклассников, его заметки печатали в местных изданиях. С 9-го класса сотрудничал с районной газетой «Ленинский путь».
Постепенно увлекся краеведческой деятельностью, занимался проблемами охраны памятников истории и культуры, природы.
Создатель и ведущий постоянных тематических страниц газеты «Истоки» и «Русское поле».
Автор очерков о жизни и деятельности земляков: композитора и дирижера Ю. Н. Голицына, писателей С. Н. Терпигорева, А. И. Эртеля, А. К. Воронского, М. Г. Домогацких и др.
Редактор-составитель и один из авторов «Поклонимся великим тем годам…» (2005), «Летопись счастливой поры» (2009) и др. Состоял в переписке со многими выдающимися земляками.
Принимал участие в издание стихов местных поэтов Юрия Лебеденко и Адольфа Беляева.
В его активе — книга «Газетные строки — голос эпохи» (к 90-летию «Добринских вестей»), изданная в 2021 году тиражом 500 экземпляров.
В активе как редактора-составителя также сборники поэтов-добринцев: "В преддверии чудес" Ю.А. Лебеденко (г. Липецк, 1998 г.), "Перо дружило с мастерком" Н.С. Филиппова (г. Липецк, 2012 г.), книга Е.П. Васильева "Волнующие силуэты прошлого" (г. Липецк, 2023 г.) с участием Г.В. Овчаровой (компьютерный набор, корректура).